# Super Robot Monkey Team Hyperforce Go!
Super Robot Monkey Team Hyperforce Go! è una serie animata nippo-americana, prodotta dalla Jetix Animation Concepts e Buena Vista International Television. È stata trasmessa negli Stati Uniti dai canali ABC Family, Jetix e Toon Disney. In Italia, la serie animata è andata in onda su Jetix e dal giugno 2009 è in onda anche su K2. Il cartone è stato creato da Ciro Nieli, uno dei produttori dei Teen Titans. Sono state prodotte 4 stagioni.

## Trama
La serie racconta le vicende di un normale adolescente, Ichiro Takagi (meglio conosciuto come Chiro), che, durante una passeggiata, scopre un Super Robot. Involontariamente, il ragazzo risveglia una squadra di Super Scimmie Robot. Chiro, diventato il "prescelto" ed il capo delle Scimmie Robot, ha il compito di proteggere il suo mondo dal malvagio Skeleton King, bramante le distruzione totale. Il gruppo vive sul pianeta Shuggazoom, sul quale si svolgono la maggior parte delle vicende della serie animata.

## Animazione
Anche se la serie animata è stata prodotta negli Stati Uniti, addirittura con la collaborazione della Walt Disney Television Animation, l'animazione è molto influenzata dallo stile anime, a partire dal design di molti personaggi e dal movimento della bocca che non corrisponde alle parole pronunciate. Lo stile è visibile anche nelle scene di combattimento, che, in qualche modo, riflettono molto quelle di anime molto più famosi come Dragon Ball.

## Doppiaggio
| Personaggio           | Doppiatore originale     | Doppiatore italiano |
| --------------------- | ------------------------ | ------------------- |
| Ichiro "Chiro" Takagi | Greg Cipes               | Davide Perino       |
| Nova                  | Kari Wahlgren            | Monica Ward         |
| Otto                  | Clancy Brown             | Roberto Stocchi     |
| SPRX-77               | Corey Feldman            | Paolo Vivio         |
| Mr. Hal Gibson        | Tom Kenny                | Oliviero Dinelli    |
| Antauri               | Kevin Michael Richardson | Gerolamo Alchieri   |
| Skeleton King         | Mark Hamill              | Massimo Corvo       |

Nella versione americana, il cattivo della serie, Skeleton King, è doppiato da Mark Hamill, che oltre 40 anni fa, interpretò Luke Skywalker nella saga di Star Wars, scritta da George Lucas.